# Подорошка, Надя
На́дя Наташа Подоро́шка (исп. Nadia Natacha Podoroska; род. 10 февраля 1997, Росарио, Санта-Фе) — аргентинская теннисистка, украинского происхождения. Полуфиналистка двух турниров Большого шлема (по разу — в одиночном и парном разряде); победительница одного турнира WTA в парном разряде.

## Общая информация
Родилась 10 февраля 1997 года в квартале Фишертон аргентинского города Росарио (провинция Санта-Фе). Фамилию унаследовала от деда-украинца (при этом в Аргентине её прозвали «Русская» — La Rusita), имя получила в честь румынской спорстменки Нади Команечи. Родители Нади, Ирена и Марсело — фармацевты.
Начала играть в теннис в пять лет в своём родном городе в спортивном клубе «Атлетико Фишертон» — мама отвела её на групповые занятия. В группе Надя была самой младшей. Селсо Фернандес, первый тренер Нади, вспоминает: «Мы взяли её из-за того, как потрясающе она бегала, а также нам понравился её характер и невероятный дух». За свою жизнь в спорте Надя успела перенести серьезные травмы (руки, спины и бедра), но сумела справиться и выздороветь. В 2018 году решила переехать в Испанию (в город Аликанте), чтобы быть ближе к европейским турнирам и увеличить свои шансы на равную конкуренцию с американками и европейками.

С европейками и американками [у нас] основная разница не в таланте, а в том, что у них больше возможностей [соревноваться]. Было бы очень хорошо играть рядом с домом, своим родным городом; нам же, латиноамериканкам, приходится прилагать огромные усилия, чтобы попасть в обойму.

В Аргентине Надю прозвали Русской (исп. La Rusa или La Rusita).
Ориентиром для себя в теннисе Надя считает Габриэлу Сабатини, в своё время третью ракетку мира, победительницу Открытого чемпионата США 1990 года. Среди мужчин выделяет Новака Джоковича: «Он владеет всеми ударами, и мне нравится его сила духа».

## Спортивная карьера

### Начало карьеры
Профессиональную карьеру теннисистки Подорошка начала в 2012 году. Первую победу на турнире из цикла ITF она одержала в 2013 году.
В 2014 году, в 17 лет, Подорошка выиграла за сезон четыре 10-тысячника ITF и поднялась до 371-го места рейтинга WTA на конец сезона. В апреле того же 2014 года, Надя впервые сыграла за свою страну в Кубке Федерации. Произошло это в Сочи в матче плей-офф за выход в Мировую группу против России. В паре с Викторией Босьо они проиграли Валерии Соловьёвой и Елене Весниной 2:6, 1:6. В августе она получила возможность попробовать себя в квалификации юниорского Открытого чемпионата США среди девушек. Подорошка успешно прошла квалификационный отбор и первый раунд основной сетки, но во втором проиграла будущей полуфиналистке Кэролайн Доулхайд.
В мае 2016 года в парном разряде она впервые сыграла в основной сетке в WTA-туре — в альянсе с Джил Тайхман на турнире в Страсбурге. В июле того же года во Франции она взяла первый 25-тысячник ITF в одиночном разряде. В том сезоне Подорошка смогла дебютировать на взрослом Большом шлеме, пройдя квалификацию на Открытый чемпионат США. В первом раунде она проиграла немке Аннике Бек.
В апреле 2017 года Подорошка выиграла дебютные титул в Туре, завоевав его в парном разряде на турнире в Боготе в сотрудничестве с бразильянкой Беатрис Хаддад Майей. В июле она выиграла парный 60-тысячник ITF в Риме в дуэте с россиянкой Анастасией Комардиной. В апреле 2018 года Подорошка остановилась в шаге от второй подряд победы в Боготе в парном турнире, дойдя до финала с Марианой Дуке Мариньо из Колумбии. Ещё один парный 60-тысячник ITF она выиграла в июне в Венгрии в партнёрстве с Рекой Луцей Яни. Летом 2019 года представляла свою страну в Лиме на Панамериканских играх, вернулась с золотой медалью в одиночном разряде.

### 2020—2021 (полуфинал на Ролан Гаррос)
В сентябре 2020 года Подорошка в команде с Джулией Гатто-Монтиконе вышла в парный финал турнира младшей серии WTA 125 в Праге. После этого она смогла выиграть 60-тысячник ITF уже в одиночном разряде, став победительницей в Сен-Мало. После этого, начав с квалификации, она дошла до полуфинала Открытого чемпионата Франции, победив на пути 5-ю ракетку мира и 3-ю сеяную украинку Элину Свитолину. В полуфинале Надя проиграла победительнице турнира Иге Свёнтек 2-6 1-6. 6 октября, победив в четвертьфинале Элину Свитолину, Подорошка стала третьей теннисисткой Открытой эры (то есть как минимум с 1968 года), которой удалось из квалификации дойти до полуфинала турнира Большого шлема. На тот момент 23-летняя теннисистка была лишь 131-й в мировом рейтинге. Этот успех позволил Подорошке серьезно подняться в мировом рейтинге: со 131-й на 48-ю строчку. До конца сезона Подорошка сыграла ещё один турнир в Линце, где вышла в четвертьфинал.
В январе 2021 года на подготовительном турнире к Открытому чемпионату Австралии в Мельбурне Подорошка смогла выйти в четвертьфинал, обыграв в том числе № 9 в мире Петру Квитову. На самом же Большом шлеме в Австралии она проиграла на стадии второго раунда. В мае Надя выиграла ещё один статусный матч, переиграв во втором раунде турнира Премьер-серии в Риме знаменитую Серену Уильямс — 7-6(6), 7-5. После этого турнира она сыграла в Белграде и вышла там в 1/4 финала. На Открытом чемпионате Франции ей не удалось повторить достижение прошлого года в одиночном разряде. Подорошка проиграла уже в первом раунде Белинде Бенчич. Зато в парном разряде в сотрудничестве с Ириной-Камелией Бегу удалось выйти в полуфинал. В июне она сыграла в четвертьфинале турнира в Бад-Хомбурге. На дебютном в основной сетке Уимблдонском турнире её результатом стал второй раунд. Летом Подорошка приняла участие в Олимпийских играх в Токио. В одиночном разряде ей удалось пройти в третий раунд, а в миксте с Орасио Себальосом проиграли уже на старте.

## Итоговое место в рейтинге WTA по годам
| Год  | Одиночный рейтинг | Парный рейтинг |
| 2020 | 47                | 287            |
| 2019 | 255               | 488            |
| 2018 | 320               | 202            |
| 2017 | 314               | 117            |
| 2016 | 191               | 312            |
| 2015 | 336               | 584            |
| 2014 | 371               | 637            |
| 2013 | 732               |                |
| 2012 | 658               |                |

## Выступления на турнирах

### Финалы турнировWTA 125иITFв одиночном разряде (16)

#### Победы (14)
| Легенда:                    |
| --------------------------- |
| WTA 125 (0+1*)              |
| 100.000 USD (0)             |
| 80.000 (75.000**) USD (0)   |
| 60.000 (50.000**) USD (1+2) |
| 25.000 USD (6+3)            |
| 15.000** USD (0+1)          |
| 15.000 (10.000**) USD (7+1) |

** призовой фонд до 2017 года
| Титулы по покрытиям | Титулы по месту проведения матчей турнира |
| ------------------- | ----------------------------------------- |
| Хард (3+2*)         | Зал (0)                                   |
| Грунт (11+5)        | Зал (0)                                   |
| Трава (0)           | Открытый воздух (14+7)                    |
| Ковёр (0)           | Открытый воздух (14+7)                    |

* количество побед в одиночном разряде + количество побед в парном разряде.
| №   | Дата             | Турнир                        | Покрытие | Соперница в финале    | Счёт                |
| 1.  | 1 декабря 2013   | Сантьяго, Чили                | Грунт    | Сесилия Коста Мельжар | 6-2 5-7 3-5 — отказ |
| 2.  | 30 марта 2014    | Лима, Перу                    | Грунт    | Карла Лусеро          | 6-3 6-4             |
| 3.  | 6 апреля 2014    | Лима, Перу                    | Грунт    | Чилла Ардьелан        | 6-2 6-4             |
| 4.  | 1 июня 2014      | Бол, Хорватия                 | Грунт    | Бьянка Ботто          | 6-1 6-7(6) 6-1      |
| 5.  | 15 июня 2014     | Бол, Хорватия                 | Грунт    | Ольга Янчук           | 6-3 2-6 6-2         |
| 6.  | 15 марта 2015    | Сан-Жозе-дус-Кампус, Бразилия | Грунт    | Виктория Босио        | 6-7(6) 7-6(2) 6-3   |
| 7.  | 3 апреля 2016    | Сан-Жозе-дус-Кампус, Бразилия | Грунт    | Габриэла Се           | 7-6(2) 6-1          |
| 8.  | 3 июля 2016      | Денен, Франция                | Грунт    | Ирина Рамьялизон      | 6-3 5-7 6-4         |
| 9.  | 1 июля 2018      | Перигё, Франция               | Грунт    | Миртиль Жорж          | 6-2 6-0             |
| 10. | 12 мая 2019      | Монсон, Испания               | Хард     | Кристина Букса        | 6-2 4-6 6-2         |
| 11. | 13 октября 2019  | Пула, Италия                  | Грунт    | Мартина Тревизан      | 7-6(5) 6-1          |
| 12. | 19 января 2020   | Малибу, США                   | Хард     | Клер Лю               | 4-6 6-3 6-3         |
| 13. | 26 января 2020   | Петит-Бург, Франция           | Хард     | Армони Тан            | 7-5 7-5             |
| 14. | 13 сентября 2020 | Сен-Мало, Франция             | Грунт    | Кристина Букса        | 4-6 7-5 6-2         |

#### Поражения (2)
| №  | Дата           | Турнир                          | Покрытие | Соперница в финале | Счёт        |
| 1. | 29 марта 2015  | Сан-Жозе-ду-Риу-Прету, Бразилия | Грунт    | Катажина Кава      | 5-7 6-3 4-6 |
| 2. | 12 апреля 2015 | Сантьяго, Чили                  | Грунт    | Фернанда Брито     | 1-6 0-6     |

### Финалы турнировWTAв парном разряде (2)

#### Победы (1)
| Легенда:                    |
| --------------------------- |
| Турниры Большого шлема (0)  |
| Олимпиада (0)               |
| Итоговый чемпионат года (0) |
| Premier Mandatory (0)       |
| Premier 5 (0)               |
| Premier (0)                 |
| International (0+1*)        |

| Титулы по покрытиям | Титулы по месту проведения матчей турнира |
| ------------------- | ----------------------------------------- |
| Хард (0)            | Зал (0)                                   |
| Грунт (0+1*)        | Зал (0)                                   |
| Трава (0)           | Открытый воздух (0+1)                     |
| Ковёр (0)           | Открытый воздух (0+1)                     |

* количество побед в одиночном разряде + количество побед в парном разряде.
| №  | Дата           | Турнир           | Покрытие | Партнёрша           | Соперницы в финале                | Счёт       |
| 1. | 15 апреля 2017 | Богота, Колумбия | Грунт    | Беатрис Хаддад Майя | Магда Линетт Вероника Сепеде Роиг | 6-3 7-6(4) |

#### Поражения (1)
| №  | Дата           | Турнир           | Покрытие | Партнёрша            | Соперницы в финале              | Счёт    |
| 1. | 15 апреля 2018 | Богота, Колумбия | Грунт    | Мариана Дуке Мариньо | Ирина Хромачёва Далила Якупович | 3-6 4-6 |

### Финалы турнировWTA 125иITFв парном разряде (12)

#### Победы (7)
| №  | Дата             | Турнир                        | Покрытие | Партнёрша             | Соперницы в финале                   | Счёт           |
| 1. | 8 декабря 2013   | Сан-Жозе-дус-Кампус, Бразилия | Грунт    | Эдуарда Пиай          | Фернанда Брито Стефани Мариэль Петит | 7-6(4) 7-5     |
| 2. | 12 апреля 2015   | Сантьяго, Чили                | Грунт    | Гваделупа Перес Рохас | Фернанда Брито Эдуарда Пиай          | 6-4 6-4        |
| 3. | 5 июня 2016      | Ходмезёвашархей, Венгрия      | Грунт    | Лаура Пигосси         | Ирина Мария Бара Лина Джёрческа      | 6-3 6-0        |
| 4. | 19 февраля 2017  | Сюрпрайз, США                 | Хард     | Мариана Дуке Мариньо  | Усуэ Майтане Арканада София Кенин    | 4-6 6-0 [10-5] |
| 5. | 9 июля 2017      | Рим, Италия                   | Грунт    | Анастасия Комардина   | Ева Ваканно Кверина Лемойне          | 7-6(3) 6-3     |
| 6. | 16 июня 2018     | Ходмезёвашархей, Венгрия      | Грунт    | Река-Луца Яни         | Данка Ковинич Нина Стоянович         | 6-4 6-4        |
| 7. | 23 сентября 2018 | Лаббок, США                   | Хард     | Наоми Броуди          | Владица Бабич Хэйли Картер           | 3-6 6-2 [10-8] |

#### Поражения (5)
| №  | Дата            | Турнир                          | Покрытие | Партнёрша              | Соперницы в финале                         | Счёт                 |
| 1. | 23 марта 2014   | Сантьяго, Чили                  | Грунт    | София Бланко           | Фернанда Брито Камила Сильва               | 6-1 6-7(5) [7-10]    |
| 2. | 29 марта 2015   | Сан-Жозе-ду-Риу-Прету, Бразилия | Грунт    | Гваделупа Перес Рохас  | Констанса Вега Анна Виктория Гобби Монльяу | 3-6 6-3 [9-11]       |
| 3. | 6 марта 2016    | Кампинас, Бразилия              | Грунт    | Гваделупе Перес Рохас  | Габриэла Се Флоренсия Молинеро             | 6-1 4-6 [4-10]       |
| 4. | 3 апреля 2016   | Сан-Жозе-дус-Кампус, Бразилия   | Грунт    | Гваделупе Перес Рохас  | Констанса Вега Камила Джангреко Кампис     | 7-6(5) 6-7(5) [8-10] |
| 5. | 6 сентября 2020 | Прага, Чехия                    | Грунт    | Джулия Гатто-Монтиконе | Кристина-Андрея Миту Лидия Морозова        | 4-6 4-6              |